# Эланга, Антони
Антони Давид Жуниор Эланга (швед. Anthony David Junior Elanga; родился 27 апреля 2002) — шведский футболист, вингер английского клуба «Ноттингем Форест» и сборной Швеции.

## Клубная карьера
Воспитанник футбольной академии «Манчестер Юнайтед». По итогам сезона 2019/20 был признан лучшим игроком команды «Манчестер Юнайтед» до 18 лет, получив награду Джимми Мерфи.
В марте 2021 года подписал новый долгосрочный контракт с «Манчестер Юнайтед». В апреле 2021 года был включён в расширенную заявку «Манчестер Юнайтед» в Лиге Европы УЕФА. В основном составе «Юнайтед» дебютировал 11 мая 2021 года, выйдя в стартовом составе в матче Премьер-лиги против «Лестер Сити». 23 мая 2021 года забил свой первый гол за «Юнайтед» в матче последнего тура Премьер-лиги против «Вулверхэмптон Уондерерс». 8 декабря 2021 года впервые вышел в стартовом составе «Манчестер Юнайтед» в игре группового этапа Лиги чемпионов УЕФА против «Янг Бойз», сыграв полный матч.
25 июля 2023 года перешёл в «Ноттингем Форест» за 15 млн фунтов.
11 июля 2025 года перешёл в «Ньюкасл Юнайтед» за 55 млн фунтов.

## Карьера в сборной
Выступал за сборные Швеции до 17, до 19 лет и до 21 года.
24 марта 2022 года дебютировал в главной сборной Швеции в матче против сборной Чехии.

## Достижения
«Манчестер Юнайтед»
- Обладатель Кубка Английской футбольной лиги: 2022/23

## Статистика выступлений
По состоянию на 25 мая 2025 года
| Клуб              | Сезон            | Лига | Лига | Кубок | Кубок | Кубок лиги | Кубок лиги | Еврокубки | Еврокубки | Прочие | Прочие | Итого | Итого |
| Клуб              | Сезон            | Игры | Голы | Игры  | Голы  | Игры       | Голы       | Игры      | Голы      | Игры   | Голы   | Игры  | Голы  |
| ----------------- | ---------------- | ---- | ---- | ----- | ----- | ---------- | ---------- | --------- | --------- | ------ | ------ | ----- | ----- |
| Манчестер Юнайтед | 2020/21          | 2    | 1    | 0     | 0     | 0          | 0          | 0         | 0         | 0      | 0      | 2     | 1     |
| Манчестер Юнайтед | 2021/22          | 21   | 2    | 2     | 0     | 1          | 0          | 3         | 1         | 0      | 0      | 27    | 3     |
| Манчестер Юнайтед | 2022/23          | 16   | 0    | 1     | 0     | 4          | 0          | 5         | 0         | 0      | 0      | 26    | 0     |
| Манчестер Юнайтед | Итого            | 39   | 3    | 3     | 0     | 5          | 0          | 8         | 1         | 0      | 0      | 55    | 4     |
| Ноттингем Форест  | 2023/24          | 36   | 5    | 2     | 0     | 1          | 0          | 0         | 0         | 0      | 0      | 39    | 5     |
| Ноттингем Форест  | 2024/25          | 38   | 6    | 4     | 0     | 1          | 0          | 0         | 0         | 0      | 0      | 43    | 6     |
| Ноттингем Форест  | Итого            | 74   | 11   | 6     | 0     | 2          | 0          | 0         | 0         | 0      | 0      | 82    | 11    |
| Всего за карьеру  | Всего за карьеру | 113  | 14   | 9     | 0     | 7          | 0          | 8         | 1         | 0      | 0      | 137   | 15    |

## Личная жизнь
Отец — Жозеф Эланга, экс-футболист, защитник, участник чемпионата мира 1998 года в составе национальной сборной Камеруна.